# 持明院基雄
持明院基雄（じみょういん もとお、貞享4年（1687年）1月21日 - 元文5年（1740年）11月16日）は、江戸時代中期の公卿。

## 官歴
- 元禄13年（1701年）：従五位上、侍従
- 宝永元年（1704年）：正五位下
- 宝永2年（1705年）：左少将
- 宝永4年（1707年）：従四位下、左中将
- 宝永7年（1710年）：従四位上
- 正徳5年（1715年）：正四位上
- 享保3年（1718年）：従三位
- 享保8年（1723年）：左兵衛督
- 享保9年（1724年）：正三位、参議
- 享保10年（1725年）：踏歌外弁
- 享保19年（1734年）：権中納言
- 享保20年（1735年）：従二位

## 系譜
- 父：持明院基輔
- 弟：四辻公尚
- 養子：持明院家胤（石野基顕の子）